# Szociáldemokrata Párt (Portugália)
A Szociáldemokrata Párt (portugálul: Partido Social Democrata, rövidítése: PSD) nevű portugáliai politikai párt nevétől eltérően liberális-konzervatív, jobbközép irányzatú. A középbal Szocialista Párt mellett ez Portugália egyik legfőbb politikai ereje, 1975 óta összességében 23 évig volt kormánypárt.

## Története
A pártot 1974. május 6-án, nem sokkal a szegfűs forradalom után alapította meg Francisco Sá Carneiro, Francisco Pinto Balsemão és Joaquim Magalhães Mota, akik eredetileg a Demokratikus Néppárt nevet adták a szervezetnek. Az első országos kongresszusát 1974. október 25-én tartották Lisszabonban. Hivatalosan 1975. január 17-én regisztrálták a szervezetet pártként. A párt aktív tagja volt az 1976-ig fennálló alkotmányozó kormánykoalícióknak illetve Portugália demokratikus átmenetének, amikor a [António de Oliveira Salazar|Salazar]]-rezsim autoriter rendszeréből a demokráciába ment át az ország.
1975-ben a párt a Szocialista Internacionáléba kérte tagfelvételét, de a már tagpárt Szocialista Párt vétójogával élve a szervezet elutasította a kérelmüket.
1979-ben a párt a parlamenti választáson közös listán indult a Demokratikus és Szociális Centrum párttal – amely ma a Demokratikus és Szociális Centrum – Néppárt nevet viseli -, így alkották meg a Demokratikus Szövetséget (Aliança Democrática), amely egy jobbközép, liberális konzervatív, kereszténydemokrata pártszövetség volt. Francisco Sá Carneiro 1980-ban repülőszerencsétlenségben halt meg, utóda Francisco Pinto Balsemão lett, aki a Szociáldemokrata Párt és a Demokratikus és Társadalmi Centrum pártokat irányította, de a koalíción belüli széthúzás miatt képtelen volt összetartani a koalíciót, ami 1983-ban felbomlott.
Az 1983-as választáson a Szocialista Párt nyert, számos PSD szavazó pártolt át a szocialistákhoz, de így is ők lettek a másodikak. A választás után a Centrális Blokk néven a szociáldemokraták a szocialistákkal nagykoalíciós kormányt alkottak. Ez számos a PSD jobboldali irányzatához tartozó politikust felháborított, élükön Aníbal Cavaco Silva, akivel 1985-ben a szociáldemokraták megnyerték a választást és a Nemzeti Megújulási Párttal léptek koalícióra.

### Cavaco Silva kormánya
Cavaco Silvaék neoliberális gazdaságpolitika értelmében adócsökkentést illetve pritvatizálást hajtottak végre. 1987-es választáson a párt abszolút többséggel győzött, 50,2%-ot ért el és a mandátumok 59%-át szerezte meg. 1991-ben a választáson a párt ismét abszolút többséget szerzett. Cavaco Silva kormányzása alatt Portugália az EGK tagja lett 1986-ban Spanyolországgal együtt. A gazdaság 1995-re stagnált és nőtt a munkanélküliség, ami miatt Cavaco Silva és szociáldemokraták népszerűsége csökkenni kezdett. 1995-ös választáson pedig ellenzékbe kerültek és a szocialisták nyerték meg.

### Cavaco Silva után
1995 januárjában Cavaco Silva lemondott a pártelnökségről és Fernando Nogueira lett az új pártelnök. 1996-ban Marcelo Rebelo de Sousa lett az elnök. 
Az 1999. október 10-én tartott választáson a párt immáron José Manuel Barroso pártelnökkel vett részt a választáson, ám 7 mandátumot még vesztettek is a választáson és az akkor kormányzó Antonio Guterres vezette szocialisták győztek.

### Barroso-kormány
A 2002-es választáson a párt a CDS-Néppárttal győzedelmeskedett és kormánypárt lettek. José Manuel Barroso lett a miniszterelnök, ám őt 2004. november 22-én az Európai Bizottság elnökévé választották, így utódja a CDS-néppárti Pedro Santana Lopes lett.

## Ideológia
A párt nevével ellentétben nem baloldali: magát jobbközép, centrista, kereszténydemokrata és liberális konzervatív irányzatúnak vallja a párt.  Azonban igazából egy gyűjtőpártként funkcionál, különböző irányzatokkal, amely Francisco Sá Carneiro és Aníbal Cavaco Silva stratégiai gondolkodása nyomán alakult ki a pártban:
- Portugál szociáldemokraták: Nem a hagyományos értelemben vett szociáldemokrata, hanem a "portugál módon" kialakult szociáldemokrata szellemiség hívei, amelyben a baloldali populizmus és centrizmus egymás mellett működik.[4]
- Európai szociáldemokraták: A hagyományos értelmű szociáldemokrácia hívei, viszont elutasítják a marxizmust.
- Agrárpolitikai irányzat: Ennek az irányzatnak az ország északi, falusi részén van a bázisa, mivel errefelé a párt jobban szerepel a választásokon. Az irányzat képviselő Helmut Schmidt német szociáldemokrata politikus, volt NSZK kancellár szellemiségét követik.[5]
- Liberálisok: Az irányzat képviselő a klasszikus és szociálliberalizmus szellemiségét képviselik. Az irányzat a szegfűs forradalom idején jött létre a párton belül. A Salazar-korszak 50 évig tartó markánsan jobboldali szellemisége és politikai világa után nem alakult meg jelentős jobboldali, konzervatív párt a szegfűs forradalom után, valamint a gazdasági liberalizmus akkoriban nem volt népszerű az európai politikában. Először Cavaco Silva idején merült fel hogy a szocializmus és liberalizmus egy tető alá hozható. Ennek a stratégia mentén nem tartottak igényt a Szocialista Internacionálé tagságára, hanem a Liberális Internacionáléba léptek be.[6]
- Jobboldali populisták: Az irányzat képviselő nem egyenlők a szélsőjobboldali szellemiséggel. Ők jellemzően a szociális piacgazdaság hívei, liberális konzervatív szellemiséggel és kulturális kérdésekben mérsékelten vallásos, konzervatív irányzatúak.  Pedro Santana Lopes az irányzat főképviselője.[7]
- Konzervatívok: Mivel a szegfűs forradalom után nem jött létre konzervatív, jobboldali párt, ezért a szociáldemokraták és a Demokratikus és Szociális Centrum – Néppárt pártok soraiban voltak konzervatív szellemiségű politikusok. Ők gazdasági kérdésekben a neoliberalizmus szellemiségét követik, társadalmi kérdésekben mérsékelten konzervatív nézőpontot képviselnek.[8]
- Neokonzervatívok: Egykori kommunista és baloldali politikusokból áll az irányzat, akik egyetértenek George W. Bush amerikai elnök kormányzati intézkedésével. Az irányzat főképviselője  José Pacheco Pereira, aki támogatta a Bush-doktrínát illetve Irak 2003-as lerohanását.[9][10]
- Neoliberálisok: A neoliberális irányzat Sá Carneiro idején jelent meg és Cavaco Silva idején teljesedett ki. Cavaco Silvának Ronald Reagan és Margaret Thatcher volt a példaképe, de teljesen nem alkalmazták az ő neoliberális stratégiáját. Alapvetően szociáldemokrata szellemiség keveredett bal és jobboldali populista eszmékkel illetve gazdaságban a neokeynesianista módszereket alkalmaztak.[11]